# Хореодрама
Хореодрама, драматический балет или драмбалет — жанр балетного спектакля, в котором элементы драматической игры преобладают над чисто хореографическими выразительными средствами, а танец используется не столько для демонстрации техники и физических возможностей исполнителя, сколько пытается выразить развитие событий и отношения между действующими лицами при помощи выразительной пантомимы (мимики и жестов). 

## В конце XVIII — начале XIX веков
Наиболее ярко проявилась в творчестве уроженцев Неаполя Гаэтано Джойи и Сальваторе Вигано, воплощавшими на сцене все сильные человеческие страсти, пользуясь отчётливым жестом и выразительной мимикой: «движение там рождалось из выразительной позы и умирало в ней»:32. 

## В XX веке
Являлась основным жанром балетного театра СССР в сталинский период (30-50-е годы XX века). Первым балетно-драматическим спектаклем этого рода стал балет Ростислава Захарова по сценарию Николая Волкова на музыку Бориса Асафьева по мотивам одноимённой поэмы Александра Пушкина «Бахчисарайский фонтан», премьера которого состоялась 28 сентября 1934 года на сцене Ленинградского академического театра оперы и балета. 
Балетмейстер Ростислав Захаров стал настоящим идеологом этого жанра, принципы драматического балета он описал в своей книге «Искусство балетмейстера». 
Своего наивысшего расцвета жанр советского драматического балета достиг в спектакле Леонида Лавровского «Ромео и Джульетта». 
Артистами, в творчестве которых особенно ярко проявились принципы сценического существования танцовщика-актёра были Галина Уланова, Ольга Иордан, Алексей Ермолаев, Майя Плисецкая.
На Западе жанр драматического балета получил наибольшее воплощение в творчестве британских хореографов Кеннета МакМиллана и Джона Кранко. Принципы психологической достоверности, чёткого драматического развития спектакля использует в работе балетмейстер Джон Ноймайер. 

## Характерные черты
Создаётся на основе литературного источника, в постановке значительную роль играет режиссёр: чётко просматривается действие, которое развивается понятным для зрителя образом, понятен мотив поступков героев, детально разрабатываются все массовые сцены.